# Cornus austrosinensis
Cornus austrosinensis är en kornellväxtart som beskrevs av Wen Pei Fang och W.K. Hu. Cornus austrosinensis ingår i släktet korneller, och familjen kornellväxter. Inga underarter finns listade i Catalogue of Life.